# Walentina Fokina
Walentina Konstantinowna Fokina z domu Szczołokowa (ros. Валентина Константиновна Фокина z d. Щёлокова, ur. 24 marca 1920 w Jachromie, zm. 28 czerwca 1977) – radziecka lekkoatletka, płotkarka i sprinterka, dwukrotna medalistka mistrzostw Europy z 1946.
Zdobyła dwa brązowe medale na mistrzostwach Europy w 1946  w Oslo: w biegu na 80 metrów przez płotki, przegrywając jedynie z reprezentantką Holandii Fanny Blankers-Koen i swą koleżanką z reprezentacji ZSRR Elene Gokieli, a także w sztafecie 4 × 100 metrów, która biegła w składzie: Jewgienija Sieczenowa, Fokina, Gokieli i Walentina Wasiljewa.
Była mistrzynią ZSRR w biegu na 80 metrów przez płotki w latach 1938, 1939 i 1943–1948 oraz w biegu na 400 metrów w 1939, wicemistrzynią  w biegu na 100 metrów w 1948, w biegu na 400 metrów w 1938 oraz w skoku wzwyż w 1944 i 1946, a także brązową medalistką w biegu na 100 metrów w 1947.
Był dwukrotną rekordzistką ZSRR w biegu na 80 metrów przez płotki do czasu 11,5 s, uzyskanego 4 września 1947 w Charkowie oraz jednokrotną w sztafecie 4 × 100 metrów (czas 48,7 s osiągnięty 25 sierpnia 1946 w Oslo). Jej rekord życiowy w biegu na 100 metrów wynosił 12,5 s, w biegu na 200 metrów 26,1 s, a w skoku wzwyż 1,53 m.
W 1948 otrzymała tytuł Zasłużonego Mistrza Sportu ZSRR.
Pochowana na Cmentarzu Bugrowskim w Niżnym Nowogrodzie.